# Kalvsviks kyrka

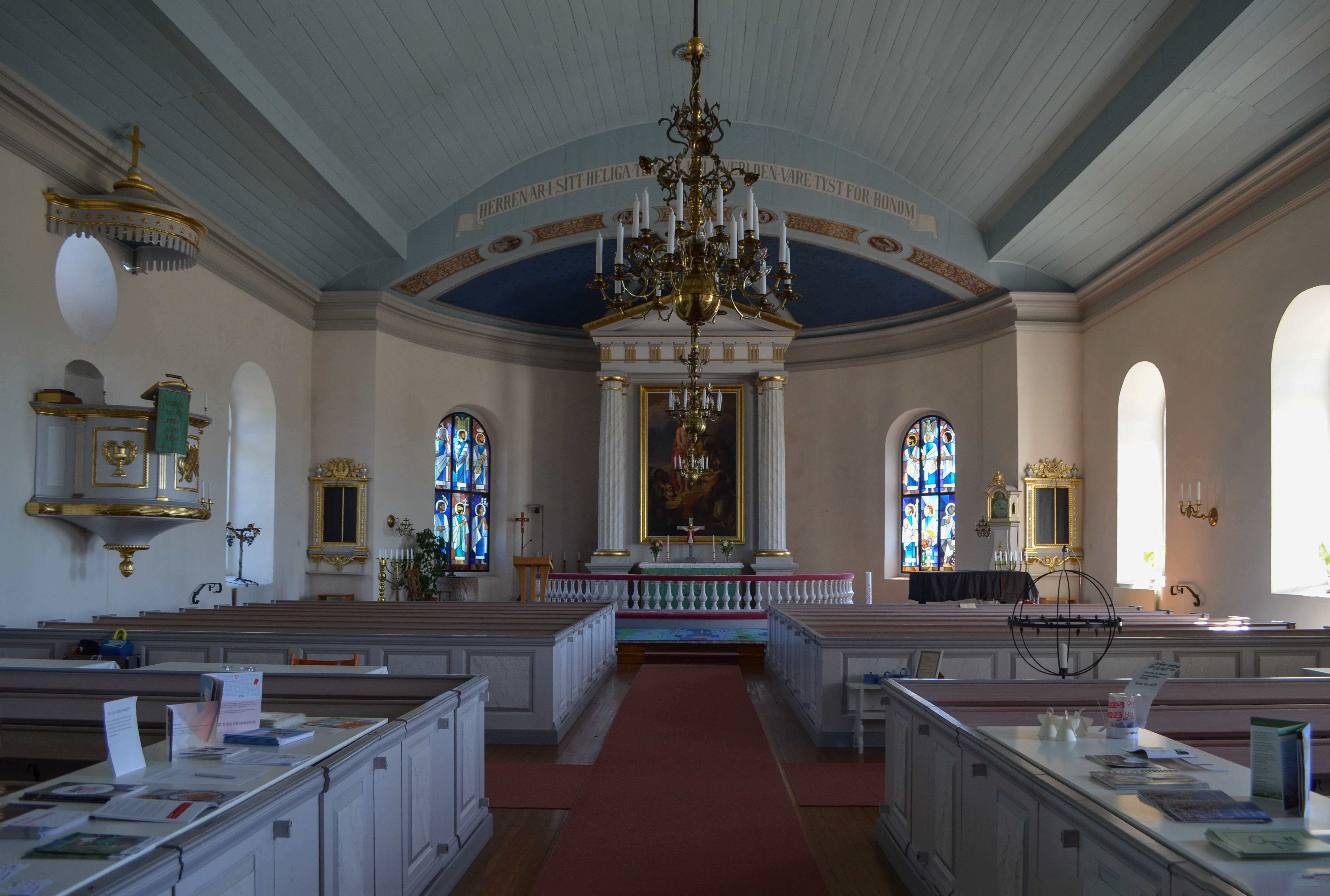
Kyrkorummet

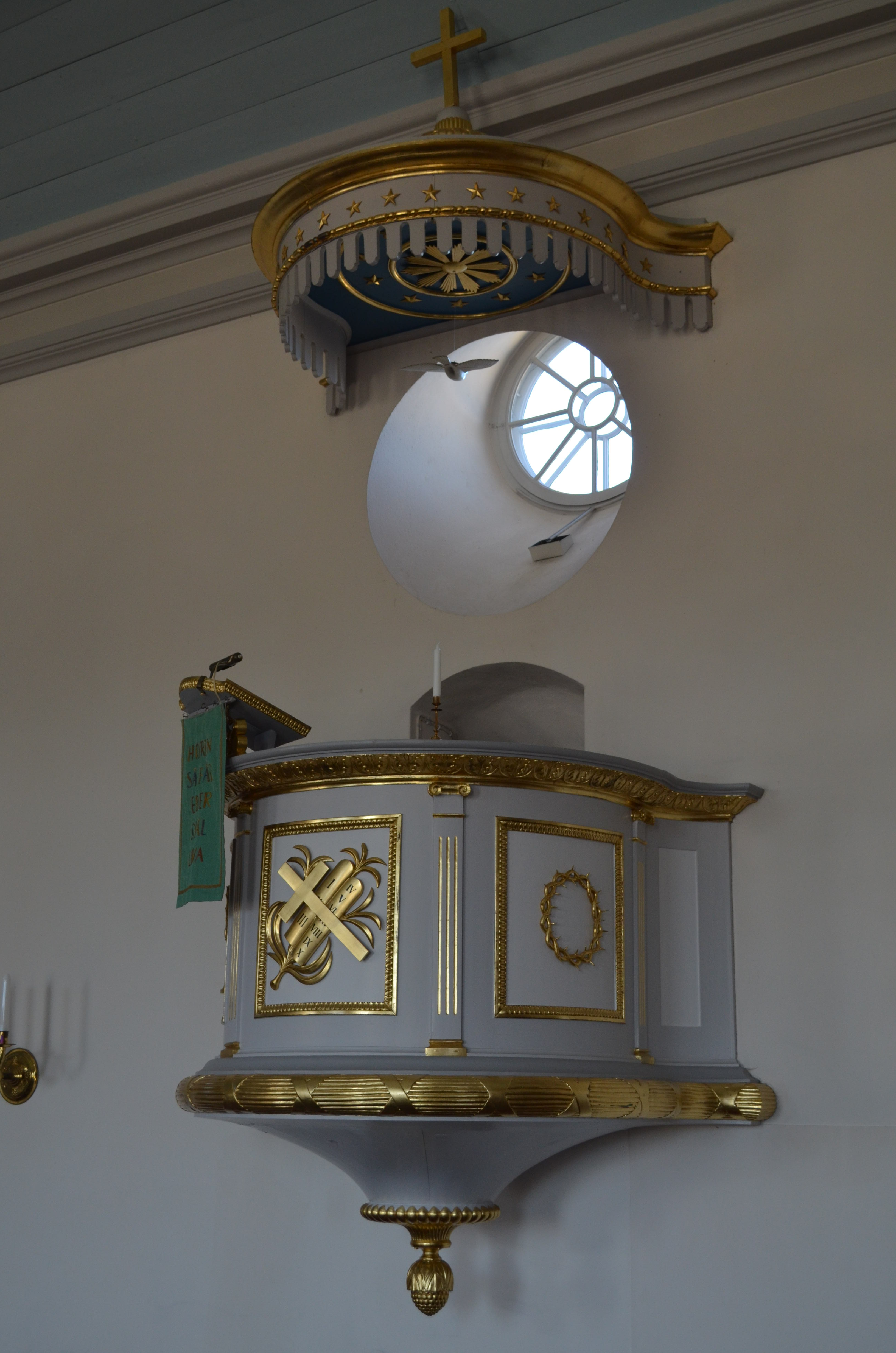
Predikstolen

 Kalvsviks kyrka är en kyrkobyggnad i Växjö stift. Den är församlingskyrka i Tävelsås, Vederslöv och Kalvsviks församling.

## Kyrkobyggnaden
Kalvsviks kyrkas föregångare var en medeltida träkyrka. Den omnämns i skriftliga källor från 1336.Dessutom har den beskrivits och avtecknats 1848 av Nils Månsson Mandelgren. Enligt Mandelgrens teckningen påminner den om Granhults kyrka som byggdes 1220.Det är mycket möjligt att kyrkan uppförts samtida med Granhult eftersom bl.a. planläggningen och storleken är gemensam för de båda kyrkorna. Vid en visitation 1828 förrättad av biskop Esaias Tegnér dömdes kyrkan ut som alltför liten för den växande församlingen. Eftersom församlingen saknade tillräckligt med ekonomiska medel för ett nybygge kom det att dröja till 1851 innan arbetet kom till stånd. 
Den nya kyrkan uppfördes efter ritningar av Fredrik Wilhelm Scholander, arbetet leddes av byggmästare Jonas Elmqvist, Växjö. Kyrkan uppfördes av sten som putsades och vitkalkades. Det blev en kyrkobyggnad i nyklassicistisk stil med ett rymligt långhus och ett avslutande rundformat kor i öster, samt en sakristia på norra sidan. Tornet i väster erhöll ljudöppningar i romansk stil samt infattningar för tornur. (1883 installerades uret). Tornet avslutas med en sluten lanternin krönt av ett kors. 
Kyrkorummet med höga fönster har ett innertak av trätunnvalv. Koret avskiljs av en korbåge med bibelspråk överst. 1908 upptogs ett runt fönster vid predikstolen. Den gamla kyrkan som var belägen ca 300 meter väster om den gamla revs och inventarierna auktionerades bort. Den nya kyrkan togs i bruk redan 1852 men invigdes inte förrän 1861 av biskop Henrik Gustaf Hultman. 

## Inventarier
- Dopfunt daterad till 1200-talet försedd med fabeldjursreliefer.
- Altartavla målad av Johan Zacharias Blackstadius 1857, med motiv: "Kristus hånas". Tavlan ingår i en altaruppställning bestående av två kraftiga pilaster|pilastrar med ett trekantigt överstycke.
- Altarring, halvrund med svarvade balusterdockor.
- Predikstol med ljudtak, rundformad i empirestil med uppgång från sakristian.
- Glasmålningar i korfönstren komponerade av David Ralson, utförda 1991 av N P Ringström AB,Stockholm.
- Bänkinredning med dörrar mot mittgången.
- Orgelläktare med utsvängt mittstycke.

## Orgeln
- Den första orgeln byggdes 1867 av Carl August Johansson, Hovmantorp. Orgeln hade 14 stämmor.
- En ny orgel byggdes 1945 med 16 stämmor av A Mårtenssons orgelfabrik AB, Lund.
- År 1971 fick kyrkan ett nytt orgelverk med 15 stämmor byggt av Västbo Orgelbyggeri, Långaryd. Orgeln är mekanisk.[3]

| Huvudverk I   | Svällverk II        | Pedal              | Koppel |
| Gedackt 8´    | Rörflöjt 8´         | Subbas 16´         | I/P    |
| Principal 4´  | Spetsflöjt 4´       | Principal 8´       | II/P   |
| Rörflöjt 4´   | Principal 2´        | Kvintadena 4´      | II/I   |
| Waldflöjt 2´  | Sifflöjt 1'         | Rauschkvint 3 chor |        |
| Mixtur 3 chor | Sesquialtera 2 chor |                    |        |
|               | Scharf 2 chor       |                    |        |
|               | Tremulant           |                    |        |
|               | Crescendosvällare   |                    |        |